# Yumurí y sus Hermanos
Yumurí y sus Hermanos est un groupe musical cubain créé par Moisés Valle (Yumurí) en septembre 1992. Il joue avec trois de ses quatre frères. En 1993 ils ont gagné le prix de meilleur nouveau groupe de l'émission de télévision cubaine “Mi Salsa”.
Orlando Valle "Maráca", ancien membre de Irakere, écrit les arrangements.
En 1994 le groupe jouait au Japon. En 1997, Yumurí jouait dans le spectacle Cuba Tropical au Japon, Venezuela, Panama, États-Unis, Mexique, Suisse et en France.

## Discographie
- Cocodrilo de Agua Salá - Magic Music / España. 1993.
- Provocación - Victor Entertainment / Japón. 1996.
- Olvídame si puedes - Bis Music / Cuba. 1999.
- Bilongo 2002.
- Salsa y Candela 2004.
- Yumurí Live (Casa De La Musica) - Bis Music / Cuba. CD/DVD 2005.
- Cubano Cubano - Bis Music / Cuba. 2008.